# ديفيد ماكليلاند (لاعب كرة قدم)
ديفيد ماكليلاند (بالإنجليزية: David McClelland)‏ هو لاعب كرة قدم بريطاني في مركز نصف الجناح، ولد في 25 ديسمبر 1941 في نيوكاسل أبون تاين في المملكة المتحدة. لعب مع بورت فايل ونادي تلفورد يونايتد.